# باولو لوبيز
باولو لوبيز (بالبرتغالية: Paulo Jorge Pedro Lopes‏) (29 يونيو 1978 بميرانديلا في البرتغال - ) هو لاعب كرة قدم برتغالي في مركز حراسة المرمى. شارك مع منتخب البرتغال تحت 21 سنة لكرة القدم. أما مع النوادي، فقد لعب مع إستريلا دا أمادورا ونادي بنفيكا ونادي جل فيسنتي وديسبورتيفو تروفينسي ونادي بايرنسيه وسالجويروس ‏ ونادي فييرينسي وS.L. Benfica B ‏.

## وصلات خارجية
- باولو لوبيز على موقع الاتحاد الأوربي (الإنجليزية)
- باولو لوبيز على موقع قاعدة بيانات كرة القدم.إي يو (الإنجليزية)
- باولو لوبيز على موقع Soccerway.com (الإنجليزية)
- باولو لوبيز على موقع AS.com (الإسبانية)